# Передвижной зверинец

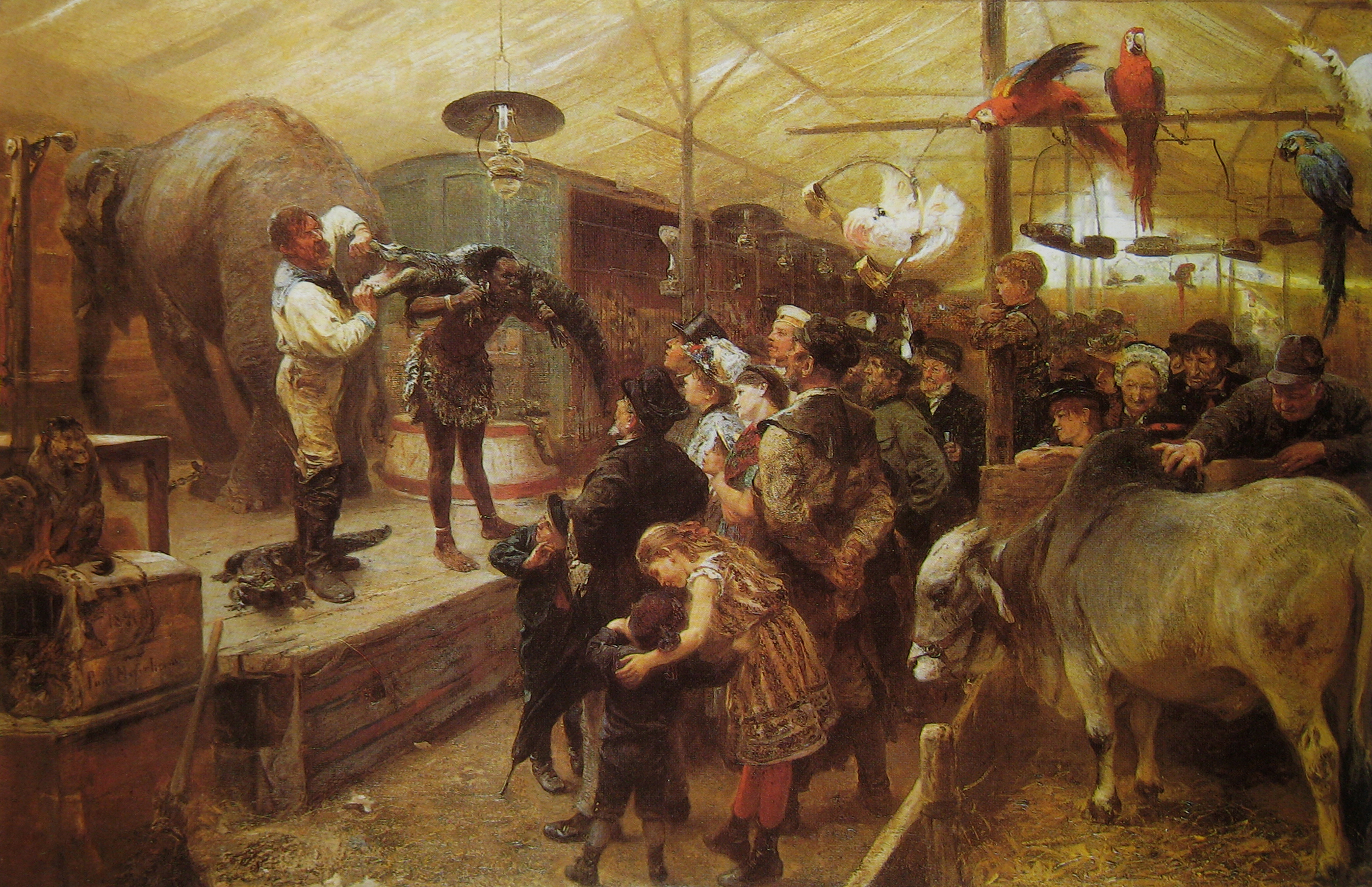
В передвижном зверинце XIX века.

Передвижной зверинец — перемещающаяся с места на место группа людей с коллекцией живых животных, как правило, «экзотических». Начиная с конца XVIII века такие зверинцы были неотъемлемой частью повседневных развлечений в различных странах Европы и в Соединённых штатах. Распорядительством в таких зверинцах занимались специальные конферансье, путешествующие вместе с ними и выставлявшие животных в клетках для обозрения аудиторией. В отличие от цирков, где в представлениях основной упор делался на дрессировке животных, странствующие зверинцы обычно давали возможность только увидеть животных, заостряя внимание публики на их необычных особенностях.
В отличие от появившихся в XIX веке в Европе зоопарков, занимавшихся научным изучением животных и просветительской работой с посетителями, владельцы передвижных зверинцев имели целью заработать как можно больше денег, удовлетворяя любопытство зрителей, поэтому постоянно перемещались от одного города к другому. В Европе передвижные зверинцы в основном исчезли к 1930-м годам, но в Северной Америке продолжали массово существовать до 1960-х годов.